# 放射線生物学
放射線生物学（ほうしゃせんせいぶつがく、英語:radiobiology, radiation biology）は、生体物質・細胞・組織・器官・個体・集団（個体群・生物群集）などあらゆるレベルで、放射線が生物に及ぼす諸作用を研究する生物学の一分野である。

## 概説
1895年に発見されたX線は、その利用が急速に進んだが、19世紀末から20世紀にかけて、医療従事者を中心に皮膚障害などの放射線障害が多発した。また、第一次世界大戦後には蛍光塗料を扱う作業者やラジウム鉱山でラジウム中毒が発生して、放射線が物理的・化学的効果を起こすよりもはるかに少量で、人体に大きな障害を起こすことが明らかになった。このような生体に対する放射線の影響について、20世紀初頭から研究が行われ、"細胞は分化の度が低いほど、また分裂が盛んなほど、放射線の感受性が高い"というベルゴニー・トリボンドーの法則（1906年）や、ハーマン・J・マラーのX線照射によるショウジョウバエの突然変異誘発実験（1927年）など、多くの知見が蓄積された。その後、1945年の広島市への原爆投下・長崎市への原子爆弾投下による原爆症の発生を契機に、放射線の生体に対する影響についての研究が進展し、1950年代後半から1960年代にかけて放射線生物学が確立されるに至った。
特に遺伝子 (DNA) に対して放射線の作用は著しく、DNAに損傷をもたらし染色体異常・突然変異・発癌などを引き起こすことから、遺伝現象に対する放射線の影響については放射線遺伝学（radiation genetics）が成立している。関連分野に、放射線医学（放射線診断学・放射線治療学・核医学）・放射線影響学・保健物理学・医学物理学・育種学・食品科学などがある。